# HD 222582
HD 222582 – gwiazda typu widmowego G, oddalona od Słońca o 137 lat świetlnych. Jej obserwowana jasność wynosi 7,7m, czyli nie jest widoczna gołym okiem. Jej promień jest o 15% większy niż promień Słońca, a masa jest zbliżona do masy Słońca. Gwiazda ta ma około 6,16 mld lat. Temperatura na powierzchni wynosi 5662 K.
Wokół tej gwiazdy krąży planeta HD 222582 b odkryta w 1999 roku. Jej masa wynosi co najmniej 7,75 ± 0,65 masy Jowisza.